# Gustav Gross (homme politique, 1852)
Pour les articles homonymes, voir Gustav Gross.
Karl Gustav Gross ou Karl Gustav Groß (28 juin 1852 à Reutlingen - 26 juin 1944 à Reutlingen) est un entrepreneur allemand dans l'industrie textile ainsi qu'un homme politique communal et régional.

## Biographie

### Famille
Gustav Gross est le fils de Gustav Gross (1824-1888), commerçant à Reutlingen, et de son épouse Rosine Paulina Gross née Finck (1830-1910). Il a quatre frères et sœurs. Depuis 1882, il est marié à Carolina née Steinbring (1859-1927) ; ils ont deux enfants.

### Vie et œuvre
Gustav Gross fréquente l'école latine et l'école secondaire supérieure de Reutlingen. Il étudie ensuite à l'école polytechnique de Stuttgart de 1869 à 1871. En 1871 et 1972, il fréquente l'école de tissage de Mulhouse en Alsace. En 1872/1873, il effectue son service militaire comme volontaire d'un an au 126e régiment d'infanterie (plus tard : régiment d'infanterie "Grand-Duc Frédéric de Bade" (8e Württemberg) n° 126) à Strasbourg en Alsace. Depuis 1874, Gustav Gross est fabricant de tissus à Reutlingen.
Parallèlement, il est commandant des pompiers volontaires de Reutlingen de 1892 à 1902. Gross prend une part active à la création du "Technikum für Textilindustrie" et préside le conseil de surveillance de l'ancienne association de l'école de tissage de 1918 à 1925. Lors de l'attribution de la citoyenneté d'honneur, la ville de Reutlingen a particulièrement souligné ses mérites pour la maison de retraite de Reutlingen.

### Politique
Gross est depuis 1890 membre du comité des citoyens et plus tard du conseil municipal (Gemeinderat) de Reutlingen. En 1912, il est élu au parlement wurtembergeois (de) dans la circonscription de Reutlingen (ville). Il est membre du Parti populaire démocratique (Demokratische Volkspartei ou DVP).
En 1918, il est membre fondateur du Parti démocrate allemand (Deutsche Demokratische Partei - DDP). Après la fin de la monarchie, Gross est membre de l'Assemblée constituante du Land de 1919 à 1920 et participe ainsi de manière déterminante à la création de l'État populaire du Wurtemberg.

## Hommages
- En 1929, la ville de Reutlingen décerne à Gustav Gross le titre de citoyen d'honneur.
- En outre, la ville de Reutlingen donne son nom à une rue (Gustav-Groß-Straße).